# Grüner Markt (Baden)

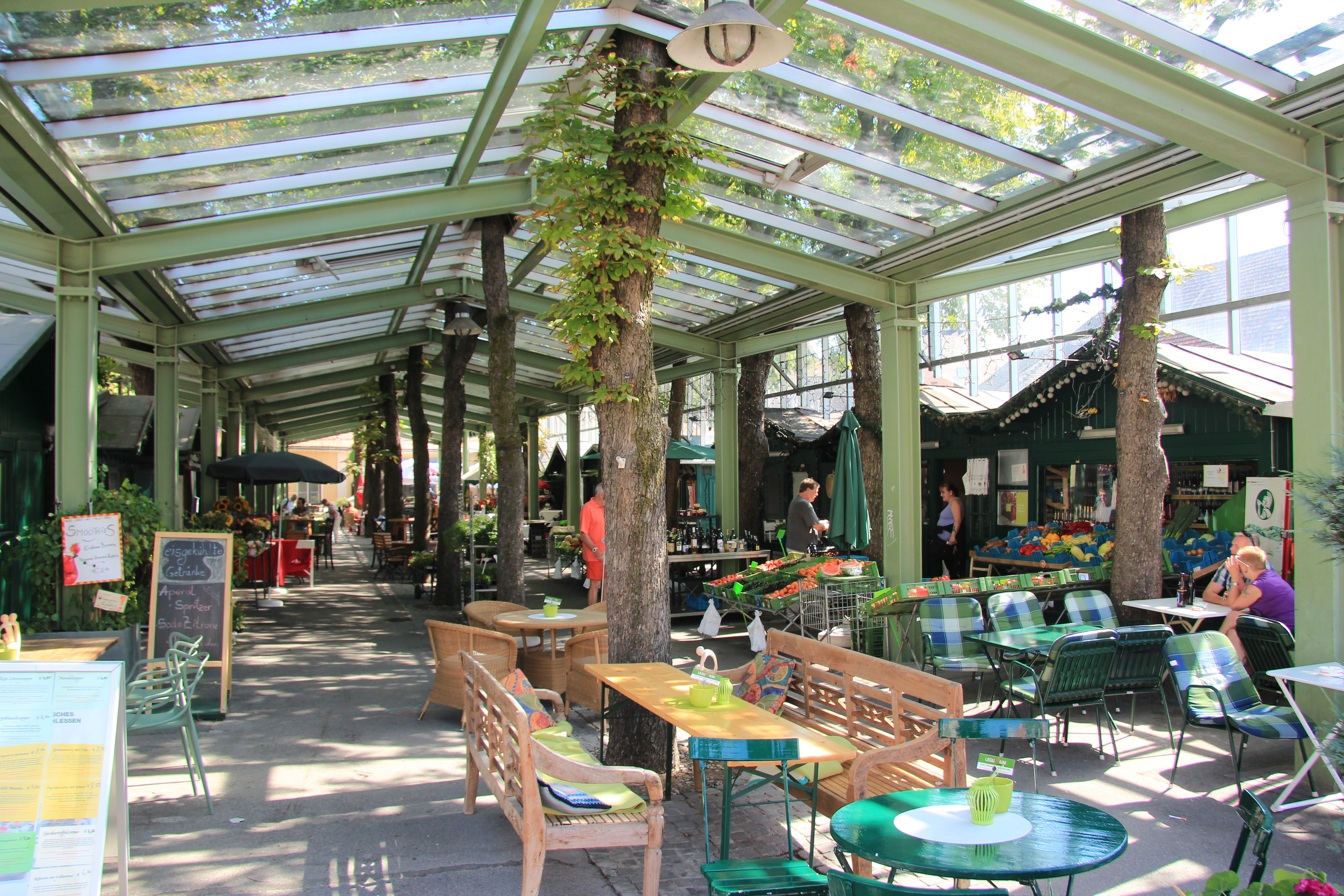
Grüner Markt

Als Grüner Markt wird ein Markt in der Stadtgemeinde Baden bei Wien, Niederösterreich bezeichnet, der sich heute im Zentrum der Kurstadt auf dem Brusattiplatz befindet. Die Bezeichnung geht darauf zurück, dass neben Fleisch, Fisch und anderen Waren auch Obst und Gemüse erhältlich waren und noch immer sind. Der Grüne Markt mit seinen historischen Marktständen ist denkmalgeschützt.
Der Markt, der seit Jahrhunderten am Hauptplatz stattfand, wurde 1811 an die heutige Stelle verlegt. Erst wurde nur die Alleegasse (heute: Erzherzog-Rainer-Ring) dafür benötigt, doch bald kam auch der Wochenmarkt vom Pfarrplatz dorthin. Ursprünglich war dieses Areal ein Weingarten des schon außerhalb der alten Stadtmauer liegenden Heiligenkreuzer Hofes. Da wegen Platzmangels die Fläche des Wochen- und Gemüsemarkts vergrößert werden musste, war 1884 für die Stadt die Notwendigkeit gegeben, diesen Freihof samt Garten zu erwerben.
1898 existierte die (in der Abstimmung unterlegene) politische Initiative, das geplante neue Stadttheater (wie auch eine Markthalle) auf dem Areal (damals: Leopoldsplatz) zu errichten.
1936 wurde zu Ehren des Badener Bürgermeisters Alois Brusatti (1850–1932) der Platz in Brusattiplatz umbenannt. 1995 erfolgte der Anschluss an das städtische Wasser- und Kanalsystem. Die Hütten wurden teilweise renoviert und die in den Erzherzog-Rainer-Ring führenden Geschäftseingänge zur Marktmitte hin verlegt. Der innere Marktbereich (Verkaufsflächen, Gehwege) wurde mit Klarglas überdacht.